# Barleria purpureotincta
Barleria purpureotincta är en akantusväxtart som beskrevs av I.Darbysh.. Barleria purpureotincta ingår i släktet Barleria och familjen akantusväxter. Inga underarter finns listade i Catalogue of Life.